# ورج (وبگاه)
ورج (به انگلیسی: The Verge) یک وبگاه روزنامه‌نگاری فناوری و شبکه رسانه‌ای آمریکایی مدیریت شده توسط وکس مدیا است. این شبکه اخبار، داستان‌های طولانی، کتاب‌های راهنما، بررسی وسایل و پادکست ها را منتشر می‌کند.
این وبگاه از چوروس، سکوی اختصاصی وکس مدیا برای انتشار اخبار و مطالب، استفاده می‌کند. سردبیر این وبگاه نیلای پاتل، ویرایشگر اجرایی آن دیتر بون و کارگردان ویرایشی آن هلن هاولاک است. ورج در ۱ نوامبر ۲۰۱۱ به‌راه افتاد. این وبگاه پنج جایزه ویبی را در سال ۲۰۱۲ برنده شد.